# Ulrich von Tarasp
Ulrich von Tarasp († 30. Juli 1096 in Chur) war von 1089 bis zu seinem Tod als Ulrich II. Bischof von Chur.

## Leben
Ulrich stammte aus der Familie der Nobiles von Tarasp aus dem Unterengadin. Er wird 1089 erstmals erwähnt, als er aufgrund eines päpstlichen Mandats von Bischof Gebhard III. von Konstanz zum Bischof von Chur ernannt wurde. Mit seinen Brüdern Eberhard, Gebhard und Egino wirkte von Tarasp an der Gründung des Klosters Scuol mit, das später nach Marienberg im Vinschgau verlegt wurde.
Die Identifikation des in den Annalen des Berthold von Reichenau im Jahr 1079 nicht namentlich genannten Dompropstes mit Ulrich von Tarasp geht auf eine neuzeitliche Überlieferung zurück und lässt sich aus den Primärquellen nicht belegen.